# 農林水産省直轄ダム
農林水産省直轄ダム（のうりんすいさんしょうちょっかつダム）は、農林水産省が土地改良法に基づく国営土地改良事業・国営かんがい排水事業の根幹事業として、農地灌漑を主目的に建設または管理を行うダムのことである。東北・関東・北陸・東海・近畿・中国四国・九州の各地方農政局および北海道開発局農業水産部、沖縄総合事務局農業水産部が実際の施工と管理を行っている。

## 概説

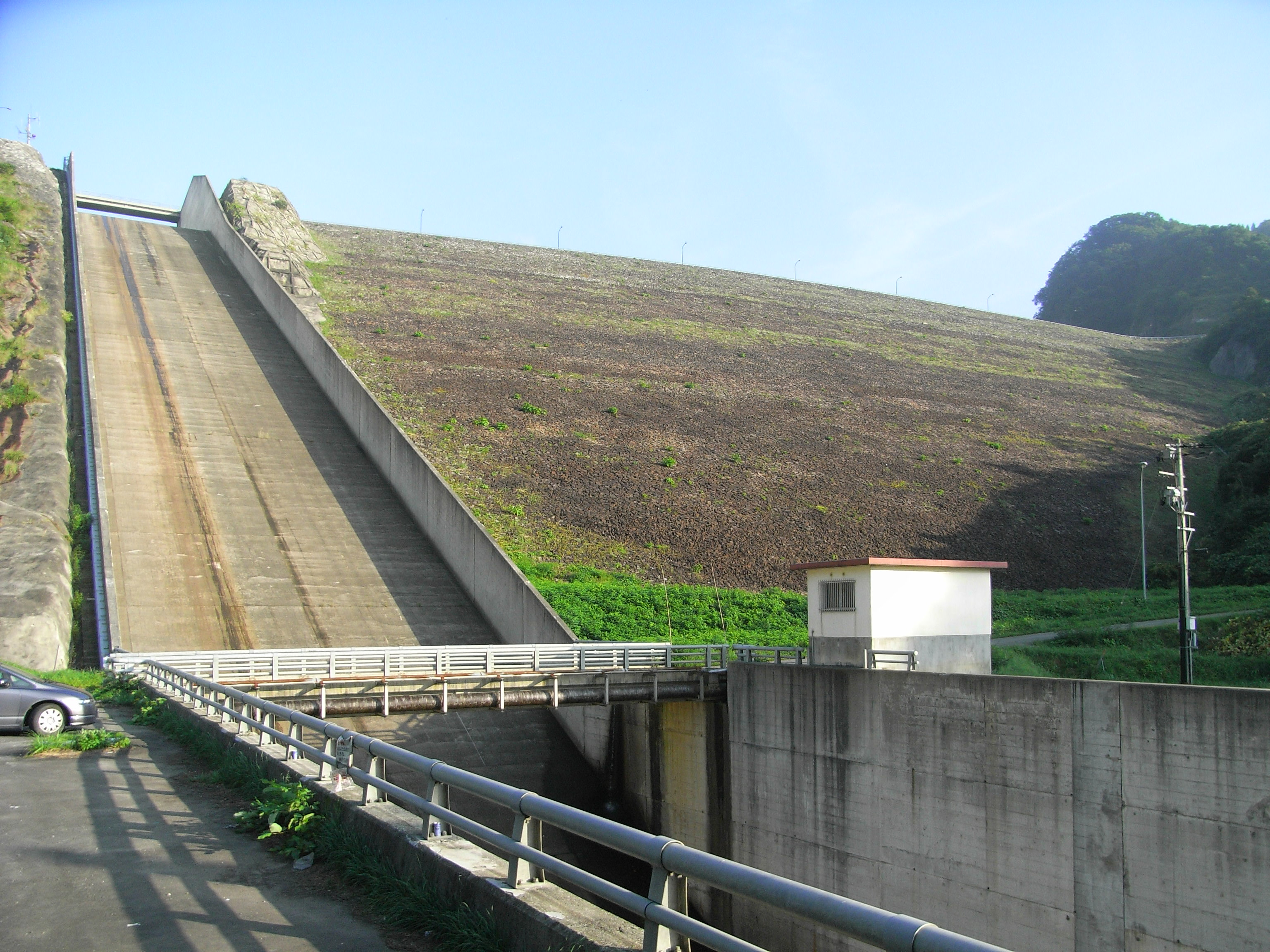
新鶴子ダム（丹生川・山形県）。
農林水産省直轄ダムの中ではダムの高さが96メートルと最も高い。

冒頭に記した通り土地改良法に基づいて施工される国営土地改良事業、または国営かんがい排水事業における水源として建設され、一級河川・二級河川の区別無く建設される。完成後は農林水産省が直轄でそのまま管理することは少なく、土地改良事業が完了した際に大抵は所在地域の土地改良区へ委託管理される。また、河川管理者（国土交通省、都道府県知事）が行う河川総合開発事業と共同で施工する場合、治水目的を持つことから農林水産省が施工・管理を行うことは1989年（平成元年）7月1日通達（後述）で不可能となったため、施工中より共同事業者として事業主体が河川管理者へ移管される。通達発令以前は完成後に移管されていた。ただし治水目的がない多目的ダムについては直轄ダムでも存在し、地域の水がめとして上水道や工業用水道の供給、または水力発電を行うダムもある。
純粋な農林水産省直轄ダムは国土交通省直轄ダムに比べてその数は多くない。直轄でダムを管理する場合の指針や基準は、例えば阿賀野川から阿武隈川へ導水路による流域変更を行う羽鳥ダム（鶴沼川・福島県）のように複数の水系・河川を利用した灌漑事業である場合、あるいは加古川水系・紀の川水系・大淀川水系などでの国営土地改良事業のように受益地域が通常の事業に比べ広範囲に及ぶ場合など、利害調整の上で土地改良区単独では対処できないケースでは農林水産省が水源であるダムを直轄で管理する。管轄する内部部局は農村振興局であるが、実際の管理は地方農政局の各部署が行う。東北農政局、近畿農政局、九州農政局管内で直轄ダムが多い。
ダムの規模は概ね中小規模のもので占められ、高さが100メートル以上または総貯水容量が1億立方メートルを超えるダムは直轄ダムとしては存在しない。高さでは山形県の新鶴子ダム（丹生川）が最高で、総貯水容量は北海道の大夕張ダム（夕張川）が最大である。ただし共同事業者として参画しているものを含めれば前述した大夕張ダムの155メートル下流に建設されている夕張シューパロダム（夕張川。国土交通省及び北海道との共同事業）が高さ・総貯水容量共に最大となる。現在は九州地方南部を中心に新規のダム建設が行われているが、公共事業見直しに伴うダム事業の再検討などによりダム事業の中止が多くなっている。
管理上一般人の立入が制限されるダムも多いが、ダム水源地環境整備センターが選定するダム湖百選に羽鳥ダムの人造湖である羽鳥湖が選定されたほか、鴨川ダム（鴨川・兵庫県）の人造湖である東条湖や津風呂ダム（津風呂川・奈良県）の人造湖である津風呂湖などのように周辺地域が観光地として整備されているダム、山田ダム（野田原川・和歌山県）のように釣りのスポットして知られるダムもあり、観光地として多くの人を集める直轄ダムも増えている。

## 沿革

### 国営農業水利事業

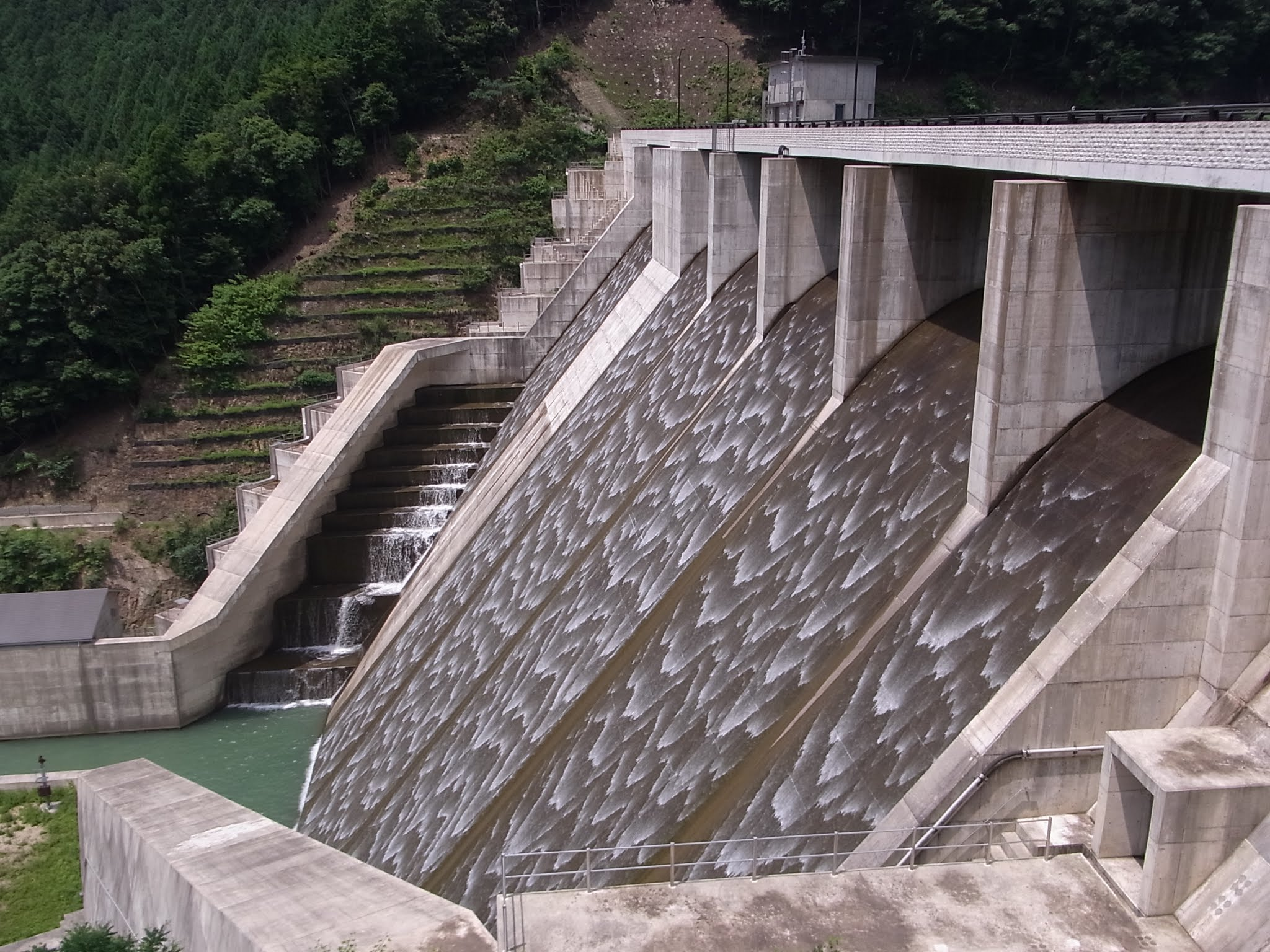
野洲川ダム（野洲川・滋賀県）。
農林水産省直轄ダムとしては草創期に建設され、その後ダム再開発事業が施工された。

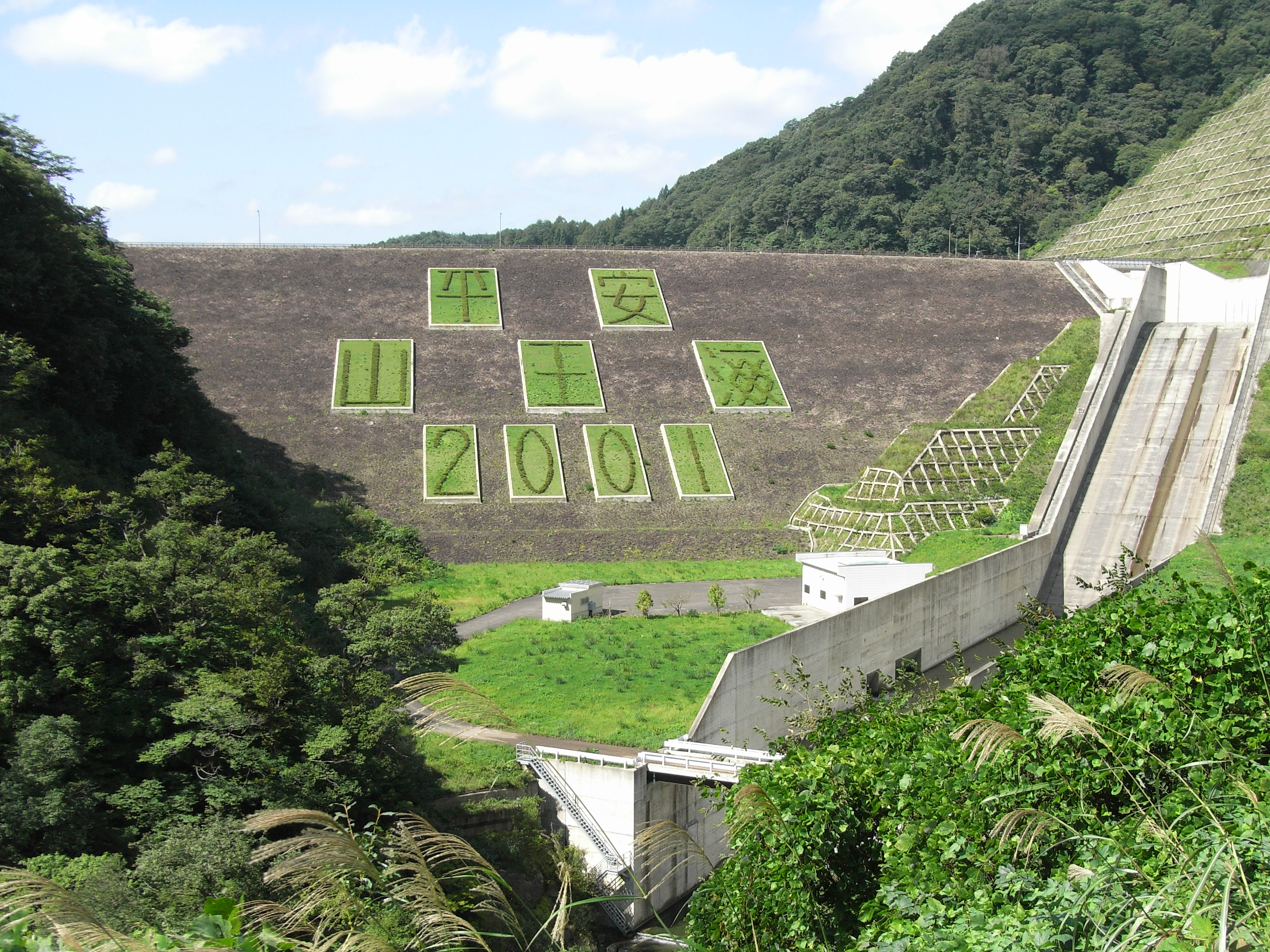
山王海ダム（滝名川・岩手県）。
「志和の水喧嘩」と呼ばれる凄惨な水争いを根絶させ、流域の農業に貢献している。

古来より稲作を中心に農業を発達させた日本ではあるが、稲作に必要な農業用水の確保は最も重要な課題であった。概ね河川より直接取水する方法で用水路を整備していったが、旱魃になればその水源は容易に涸れてしまい、水の確保を巡って流域内において水争いが絶えず、鎌や鍬を持って流血の惨事となることも希ではなかった。また、ため池建設の際に水神を鎮める目的で人身御供も行われ、各地で悲話が伝えられている。こうした水問題を解決すべく大規模なダムによる用水補給の必要性が問われたが、技術的問題や慣行水利権の問題で導入には至らなかった。太平洋戦争の敗戦後、日本は極度の食糧不足に陥り餓死者や栄養失調に苦しむ国民が急増した。こうした不満を背景に食糧メーデーなどデモが頻発。治安上にも悪影響を及ぼしていた。背景にある日本共産党の活動に危惧を抱いた連合国軍最高司令官総司令部（GHQ）はデモを弾圧する一方で国民の不満を逸らすために緊急食糧援助を行う傍らで、早急な食糧増産態勢を敷く必要に迫られた。
1947年（昭和22年）GHQの指令を受けた農林省は慣行水利権に捉われない広域にわたる大規模新規開墾計画として国営農業水利事業を開始した。これは大河川を水源に利用してダム・ため池や頭首工、用水路などを系統的に建設して新規水利権と農業用水を確保し、これを大規模に整備した水田・畑地などの圃場（ほじょう）に供給することで農業生産力を高め、早期に食糧自給率を回復することを目的とした事業である。事業発足と同時に大井川（静岡県）・九頭竜川（福井県）・野洲川（滋賀県）・加古川（兵庫県）の四河川流域が対象地域に指定され、その根幹事業として水源であるダムが建設された。これが現在の農林水産省直轄ダムのはしりであり、野洲川ダム（野洲川）や羽鳥ダム（鶴沼川）、鴨川ダム（鴨川）などが建設された。同時に新規開墾した農地を水害から守るために国営農地防災事業が施行され、治水目的として農地防災ダムが各地で建設された。
1950年代に入ると人口が爆発的に増加し、さらなる食糧増産態勢が求められた。国営農業水利事業はこの頃より国営土地改良事業または通称「かん排」と呼ばれる国営かんがい排水事業に名称が変わっていたが、その目的と重要性は変わらずむしろより大規模になっていった。特に大規模な事業については事業費が莫大なものとなるため国際復興開発銀行（世界銀行）の支援を受けて事業が行われた。該当するものとして愛知用水や篠津地域泥炭地開発事業などが挙げられるが、これら大規模事業においても直轄ダムは水源としての重要な位置を占めた。この頃建設された大規模直轄ダムとして青山ダム（当別川・北海道）、岩洞ダム（丹藤川・岩手県）、山王海ダム（滝名川・岩手県）、宇連ダム（宇連川・愛知県）、永源寺ダム（愛知川・滋賀県）、北山ダム（嘉瀬川・佐賀県）などがあり、現在もなお重要な役割を担っている。
こうしたダムと連携して愛知用水を始め豊川用水、明治用水、吉野川北岸用水などの大規模用水路も整備され、かつて不毛の地と呼ばれた地域も豊穣な土地へと変化した。ダム建設はコメを筆頭とした食糧増産に寄与したほか、昭和初期まで頻発した凄惨な水争いや迷信による人身御供の悪習を根絶させたのである。

### 事業の多目的化

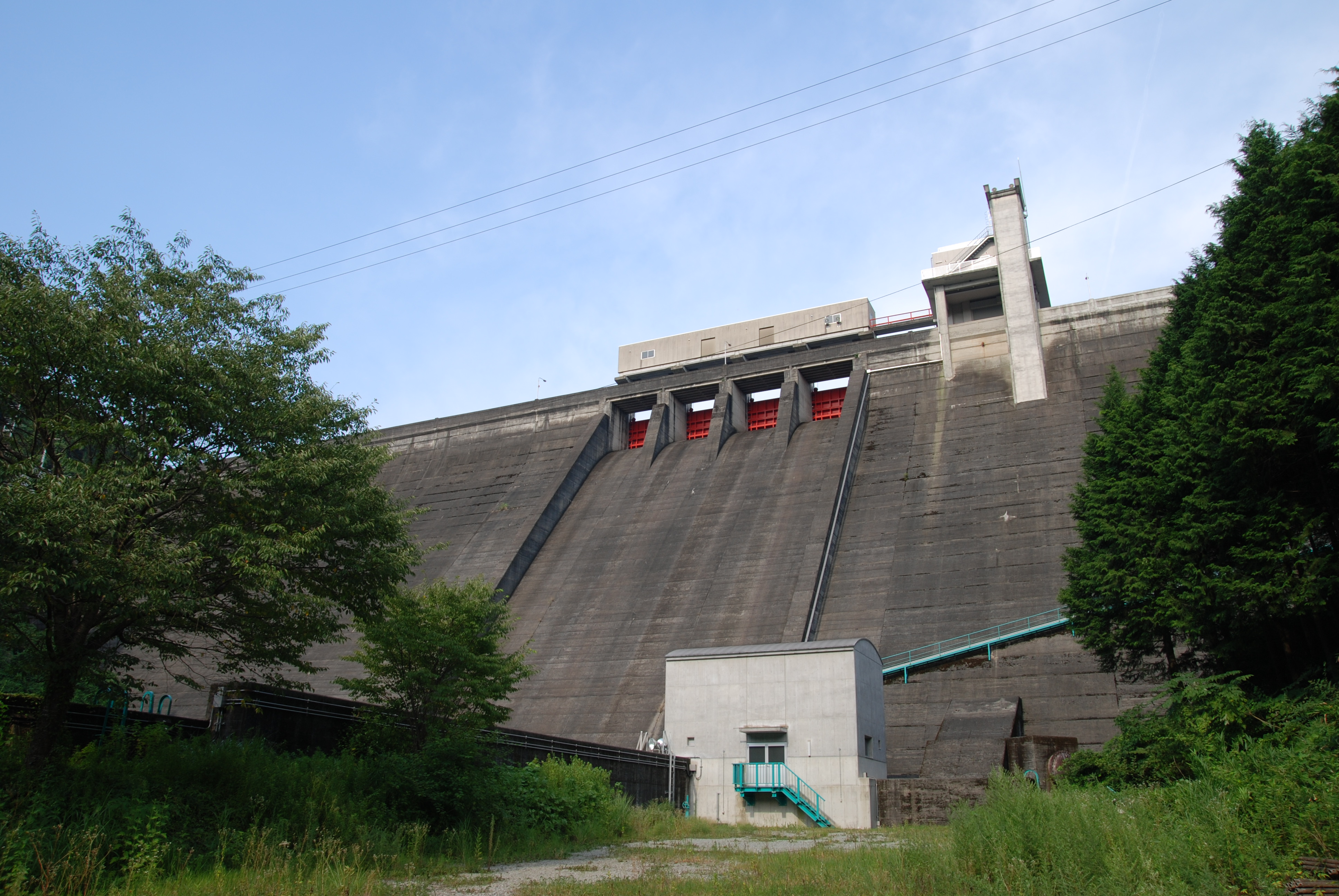
津風呂ダム（津風呂川・奈良県）。
「大和豊年米食わず」とまで揶揄された大和盆地の慢性的な水不足を解消した。

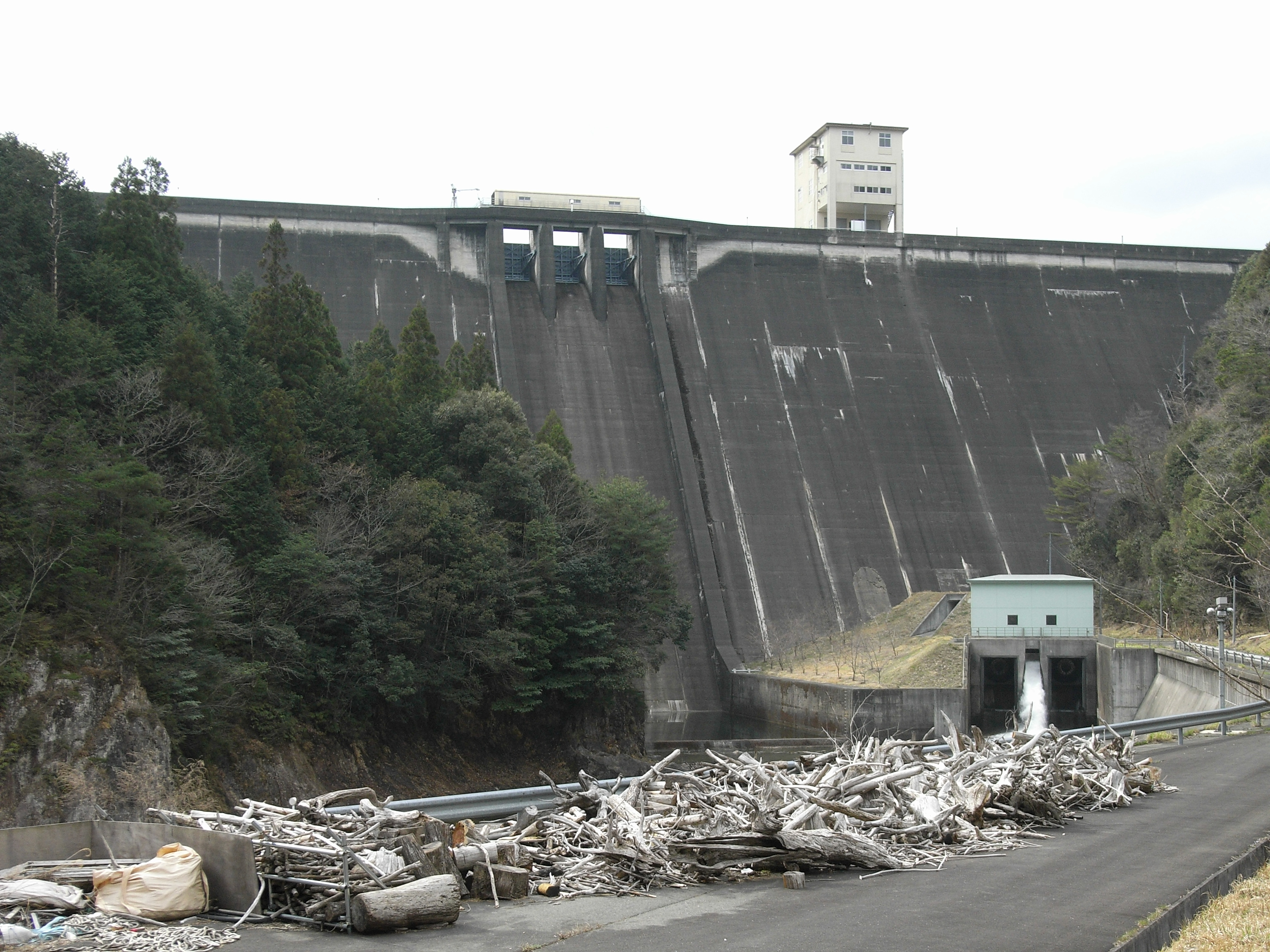
宇連ダム（宇連川・愛知県）。
水資源開発公団に管理が移管された豊川用水の水源。愛知県東三河地域の水がめでもある多目的ダム。

農林水産省直轄ダムの目的は基本的に灌漑用水の供給である。しかし実際には治水目的や上水道、工業用水道、水力発電といった灌漑以外の利水目的を有するダムも多く建設されている。これらは建設省や都道府県といった河川管理者が施工主体である河川総合開発事業と連携していることが多いためである。
その端緒となったのは1950年（昭和25年）に制定された国土総合開発法である。戦後大きな問題となっていたのは食糧不足だけではなく連年の台風や集中豪雨に伴う水害の頻発、発電所の空襲や施設劣化に伴う電力不足による停電があった。何れも戦後の国土復興や治安上に支障を来たすため、当時経済政策全般を統括していた内閣経済安定本部は物部長穂が1926年（大正15年）に提唱した河水統制計画案を発展させた河川総合開発事業を強力に推進していた。そして第3次吉田内閣はこの法律を施行することで河川総合開発を広域・大規模に実施し治水と利水を総合的・系統的に開発、経済復興の礎にしようとしたのである。国土総合開発法施行後全国22地域を特定地域に指定して重点的な開発が行われた。ほとんどの地域で治水とかんがい、水力発電を組み合わせた開発が行われ、農林省もこの開発計画に参画するようになったが、農林省が主体となった事業として吉野熊野特定地域総合開発計画がある。これは300年来水不足に悩まされた大和盆地と和歌山平野に農業用水を供給するため、熊野川と紀の川を導水路で連結して水の融通を行い、旱魃に苦しんだ同地域の農地整備を行う事業計画「十津川・紀の川総合開発計画」が発端であったが、これに建設省と電源開発が参加し治水と水力発電を新規目的に加えた広域多目的河川開発事業として拡大した。これにより建設された根幹施設として大迫ダム（紀の川）・津風呂ダム（津風呂川）・山田ダム（野田原川）・猿谷ダム（熊野川）があり、事業完成により同地域は慢性的な水不足から解放された。
高度経済成長期を迎えると、今度は人口増加に伴う上水道需要および工業地帯拡張による工業用水道需要が急増した。こうした背景から建設省は利根川や淀川など大都市圏を流れる大河川を対象に総合的な水資源開発を行うため水資源開発公団の設置を企図した。しかし農林省は当時管掌していた愛知用水公団を拡充する「水利開発管理公団」の設置を目論み、上水道事業を管掌する厚生省と工業用水道事業を管掌する通商産業省も加わり、主導権を巡って各省庁間の角逐が激しくなった。その後自由民主党や経済企画庁の調整もあり1961年（昭和36年）水資源開発公団法と水資源開発促進法が成立、翌年水資源開発公団が発足した。しかし法案可決の際日本社会党が賛成条件として挙げた付帯決議の中に「愛知用水公団は、可及的速やかに水資源開発公団へ統合する」との文言があり、農林省は土地改良事業遂行の観点からこれに抵抗した。だが最終的には1968年（昭和43年）に愛知用水公団は統合され、公団が所管していた愛知用水・豊川用水および直轄ダムであった宇連ダムなどは水資源開発公団に管理が移管された。その後は水資源開発公団の農業用水事業を管掌する主務官庁として引き続き公団が実施する灌漑事業を監督し、それは特殊法人改革によって独立行政法人水資源機構と改組した現在も変わらない。
この他、個々の直轄ダムについても電力会社や各都道府県企業局の発電事業が参画したダム（大夕張ダムなど）や上水道、工業用水道目的が付加されたダム（三川ダムなど）がこの時期に多く建設され、多目的ダム化されるに至った。

### 農地防災事業の縮小

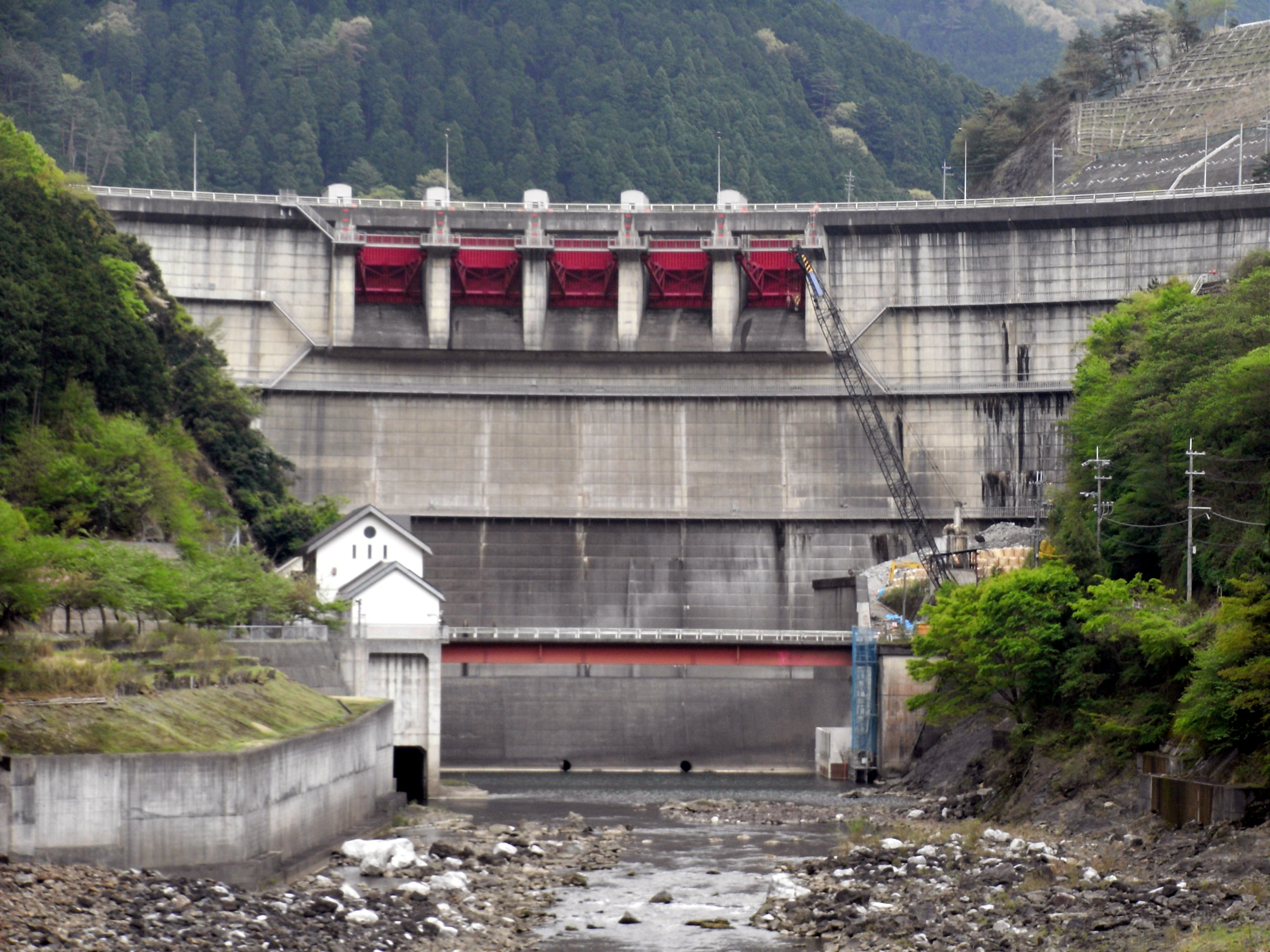
大迫ダム（紀の川・奈良県）。
奈良県・和歌山県の重要な水がめであるが、放流における死亡事故が問題となった。

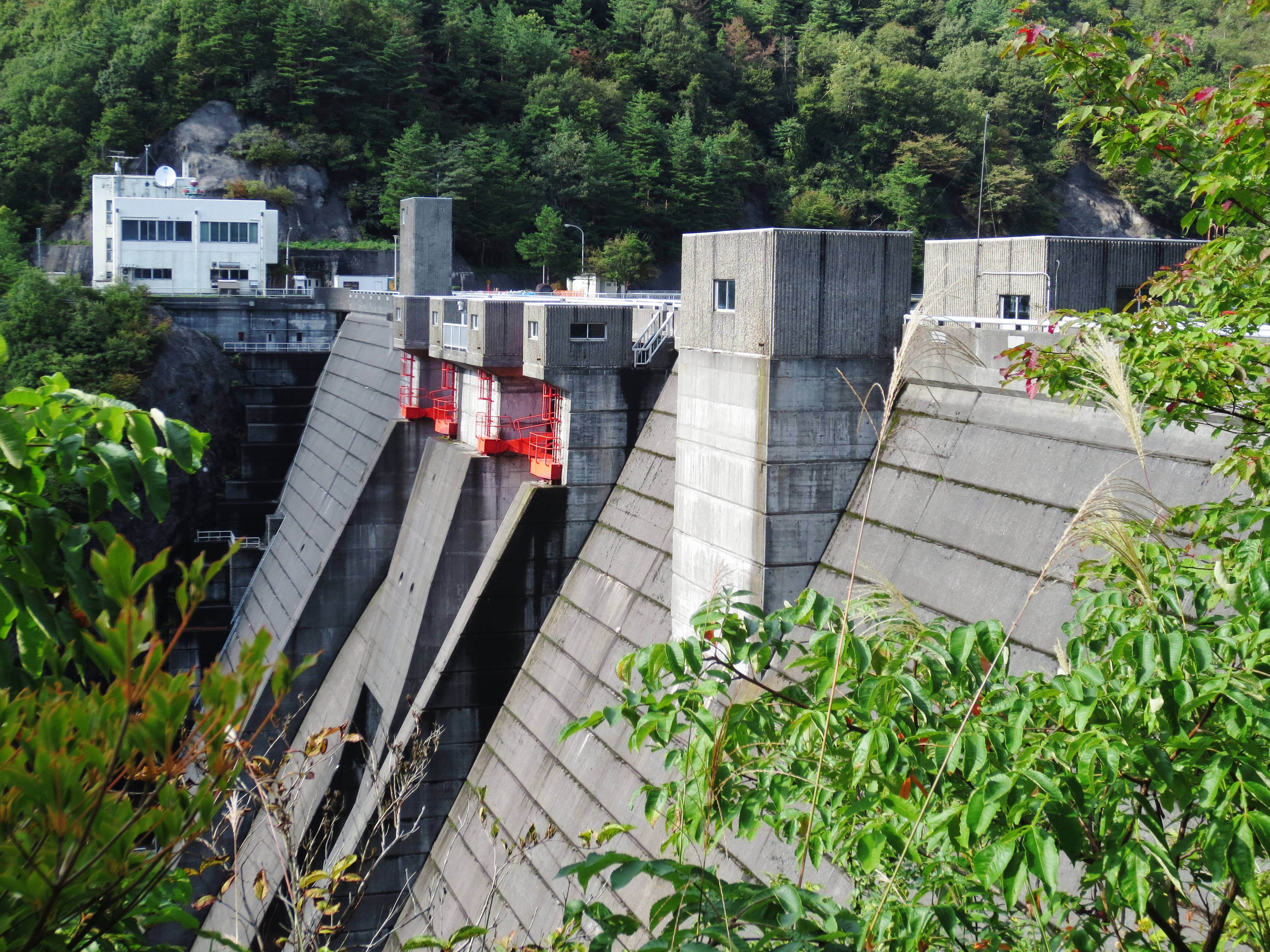
内の倉ダム（内の倉川・新潟県）。
当初は灌漑専用であったが、羽越豪雨を機に治水目的を有する多目的ダムとなり、完成後河川管理者である新潟県に移管された。

1964年（昭和39年）に河川法が大幅改訂された。骨子は河川を水系単位で上流から下流まで一貫して建設省および都道府県知事といった河川管理者が管理を行うというもので、物部長穂の理論を法体系化したものであった。この時点で治水事業は河川管理者の専管事項となるが、農地防災事業を行っている農林省との調整が問題となった。既に多目的ダムにおいては1957年（昭和32年）の特定多目的ダム法において建設省が管理する特定多目的ダムについては所有権が建設大臣に一元化され、農林省が灌漑事業で参入する場合は使用権を建設省の許認可で保有する決まりになっていた。しかし洪水調節と同義である農地防災を主目的とする農地防災ダムについては明確な線引きがなされず、また既存の農林省直轄ダムについても洪水時の操作をどのようにするかが課題となったのである。
農業用ダムや発電用ダムといった利水専用ダムの洪水時の運用について建設省は1965年（昭和40年）の河川法施行令および1966年（昭和41年）の建設省河川局長通達において細則を定めた。これは河川法第44条〜51条の「ダムに関する特則」をさらに具体的にしたもので、洪水発生時における利水ダムの運用について規定した。このうち河川局長通達では洪水時の放流が下流域に与える影響を考慮した分類を定め、利水ダムを第I類から第IV類に区分けした。農林省直轄ダムでは大夕張ダム（夕張川・北海道）が第I類に分類されたのを始め、多くのダムがそれぞれの分類に指定され細かなダム操作を要求された。このため治水の責務はなくても洪水時には細心の注意を払う必要が生じた。こうした放流上の問題として1982年（昭和57年）の大迫ダム放流問題があり、集中豪雨に伴う放流で増水した紀の川に流され死亡した河川利用者が出たことで、国会でも問題となった。その後農林水産省は有識者による放流対策委員会を設け再発防止対策を実施した。
一方河川総合開発事業と国営土地改良事業・国営かんがい排水事業が重複することによる事業者間の調整も問題となった。すでに内の倉ダム（内の倉川・新潟県）や日中ダム（押切川・福島県）など元来国営かんがい排水事業目的で計画された直轄ダムに河川管理者が治水事業で参加するケースが増加。こうしたダムについては河川管理者が農林水産省に委託する形で施工を行い、完成後は河川管理者が管理を行う方式が定着していたが、明文化されていた訳ではなかった。こうした問題を解決するため、1989年（平成元年）に土地改良法および土地改良法施行令が改正され、農林水産省直轄ダムなど農林水産省が土地改良事業を行う際の河川改修について新たな規定がなされた。具体的な明文化については同年7月1日に通達された建設省河川局長・農林水産省構造改善局長による建河発第五六号通達および元構改B第六八八号通達で詳細な規定がされている。その主な内容としては、
1. 農林水産省は土地改良事業において農地防災を目的としたダムの建設、および河川・湖沼の堤防建設などを行わない。ただし河川管理者との共同事業としてダム建設を行う場合は、この限りではない。
2. 農林水産省が土地改良事業において行える河川改修は、ため池が決壊の恐れがある場合の緊急補修などに限られる。
3. 農林水産省直轄ダムについては、河川法第44条〜51条の「ダムに関する特則」を遵守する。
4. 土地改良事業を構想するに当たっては、必ず河川管理者に説明を行う。

といったものであり、治水事業たる河川改修については河川管理者の専管事項であることを再確認したものであった。これにより農林水産省は農地防災という治水を目的とした新規のダム建設を単独で行うことが不可能とされた。これにより農地防災目的でダムが建設されることは皆無となり、当初灌漑目的のみで計画されていたダムに洪水調節目的が付加した場合は、施工中より河川管理者に事業を移管することとなった。こうした例としては大夕張ダム再開発事業としての夕張シューパロダム（夕張川・北海道）、忠別ダム（忠別川・北海道）、世増ダム（よまさりダム。新井田川・青森県）や荒砥沢ダム（二迫川・宮城県）などがある。またダム建設における水没地対策としては水源地域対策特別措置法の適用が定められ、呑吐ダム（志染川・兵庫県）や大志田ダム（平糠川・岩手県）、世増ダムなどが指定されている。
こうした経緯により、現在施工・管理されている農林水産省管理ダムは一部を除き、概ね灌漑専用ダムとなっている。しかし減反政策や第一次産業人口の減少により農業用水の余剰化が問題となっており、永源寺第二ダム（愛知川・滋賀県）のように「ムダな事業」として批判を受けているダム事業や、農業用水の不法転用問題が表面化している。また大蘇ダム（大蘇川・大分県）のように施工ミスが原因の運用問題など、課題も抱えている。さらに中止したダム事業も少なからず存在しており、「公共事業」に近い性格である土地改良事業に基づく農林水産省直轄ダム事業は、他のダム事業と同様に岐路に立たされている。

## ダム一覧

### 直轄管理ダム
| 事業者       | 所在地   | 水系     | 一次 支流 （本流） | 二次 支流 | 三次 支流 | ダム           | 型式         | 堤高 (m) | 総貯水 容量 (千m3) | 着手年 | 完成年 | 備考     |
| ------------ | -------- | -------- | ------------------ | --------- | --------- | -------------- | ------------ | -------- | ------------------ | ------ | ------ | -------- |
| 北海道開発局 | 北海道   | 石狩川   | 雨竜川             |           |           | 鷹泊ダム       | 重力         | 35.0     | 21,589             | 1950   | 1953   | 多目的   |
| 北海道開発局 | 北海道   | 石狩川   | 夕張川             |           |           | 大夕張ダム     | 重力         | 67.5     | 87,300             | 1954   | 1962   | 多目的   |
| 北海道開発局 | 北海道   | 石狩川   | 夕張川             |           |           | 川端ダム       | 重力         | 21.4     | 6,155              | 1954   | 1962   | 多目的   |
| 北海道開発局 | 北海道   | 十勝川   | 美生川             |           |           | 美生ダム       | 複合         | 47.2     | 9,400              | 1979   | 1999   | 灌漑     |
| 北海道開発局 | 北海道   | 雄武川   | イソサム川         |           |           | 雄武ダム       | ロックフィル | 59.0     | 4,100              | 1984   | 2008   |          |
| 東北農政局   | 岩手県   | 馬淵川   | 平糠川             |           |           | 大志田ダム     | 重力         | 63.7     | 11,300             | 1984   | 2004   |          |
| 東北農政局   | 岩手県   | 北上川   | 滝名川             |           |           | 山王海ダム     | ロックフィル | 61.5     | 38,400             | 1990   | 2001   |          |
| 東北農政局   | 岩手県   | 北上川   | 葛丸川             |           |           | 葛丸ダム       | ロックフィル | 51.7     | 5,000              | 1978   | 1991   |          |
| 東北農政局   | 宮城県   | 北上川   | 旧北上川           | 江合川    | 岩堂沢川  | 岩堂沢ダム     | 重力         | 68.0     | 13,480             | 1993   | 2009   |          |
| 東北農政局   | 宮城県   | 鳴瀬川   | 田川               | 二ッ石川  |           | 二ッ石ダム     | ロックフィル | 70.5     | 10,600             | 1988   | 2009   |          |
| 東北農政局   | 山形県   | 最上川   | 丹生川             |           |           | 新鶴子ダム     | ロックフィル | 96.0     | 31,500             | 1972   | 1990   |          |
| 東北農政局   | 福島県   | 阿賀野川 | 鶴沼川             |           |           | 羽鳥ダム       | アース       | 36.8     | 27,321             | 1950   | 1956   |          |
| 関東農政局   | 茨城県   | 那珂川   | 相川               |           |           | 御前山ダム     | ロックフィル | 52.0     | 7,200              | 1987   | 2009   | 工事中   |
| 北陸農政局   | 新潟県   | 鯖石川   | 境川               |           |           | 栃ヶ原ダム     | 重力         | 52.7     | 2,470              | 1995   | 2009   | 工事中   |
| 北陸農政局   | 新潟県   | 鵜川     | 石橋川             |           |           | 市野新田ダム   | アース       | 26.7     | 1,690              | 1995   | 2008   | 工事中   |
| 近畿農政局   | 滋賀県   | 淀川     | 愛知川             |           |           | 永源寺第二ダム | 重力         | 90.0     | 25,700             | 1989   | 未定   | 凍結中   |
| 近畿農政局   | 滋賀県   | 淀川     | 野洲川             |           |           | 野洲川ダム     | 重力         | 58.7     | 8,500              | 1938   | 1951   | 再開発中 |
| 近畿農政局   | 兵庫県   | 加古川   | 野間川             | 仕出原川  |           | 糀屋ダム       | ロックフィル | 43.4     | 13,500             | 1965   | 1990   | 多目的   |
| 近畿農政局   | 兵庫県   | 加古川   | 東条川             |           |           | 大川瀬ダム     | 重力         | 50.8     | 8,500              | 1968   | 1992   | 多目的   |
| 近畿農政局   | 兵庫県   | 加古川   | 東条川             | 鴨川      |           | 鴨川ダム       | 重力         | 43.5     | 8,676              | 1947   | 1951   |          |
| 近畿農政局   | 兵庫県   | 加古川   | 美嚢川             | 志染川    |           | 呑吐ダム       | 重力         | 71.5     | 18,860             | 1968   | 1989   | 多目的   |
| 近畿農政局   | 奈良県   | 淀川     | 木津川             | 遅瀬川    |           | 上津ダム       | 重力         | 63.5     | 5,600              | 1975   | 2002   | 多目的   |
| 近畿農政局   | 奈良県   | 紀の川   | 紀の川             |           |           | 大迫ダム       | アーチ       | 70.5     | 27,750             | 1954   | 1973   | 多目的   |
| 近畿農政局   | 奈良県   | 紀の川   | 津風呂川           |           |           | 津風呂ダム     | 重力         | 54.3     | 25,700             | 1954   | 1962   | 多目的   |
| 近畿農政局   | 和歌山県 | 紀の川   | 貴志川             | 野田原川  |           | 山田ダム       | 重力         | 34.0     | 3,400              | 1950   | 1957   |          |
| 九州農政局   | 大分県   | 大野川   | 玉来川             | 大蘇川    |           | 大蘇ダム       | ロックフィル | 69.9     | 4,300              | 1975   | 2006   |          |
| 九州農政局   | 宮崎県   | 小丸川   | 切原川             |           |           | 切原ダム       | 重力         | 61.9     | 2,000              | 1990   | 未定   | 工事中   |
| 九州農政局   | 宮崎県   | 大淀川   | 大淀川             |           |           | 中岳ダム       | ロックフィル | 69.9     | 4,310              | 1981   | 2006   |          |
| 九州農政局   | 宮崎県   | 大淀川   | 境川               |           |           | 天神ダム       | ロックフィル | 62.5     | 6,600              | 1978   | 1993   |          |
| 九州農政局   | 宮崎県   | 大淀川   | 岩瀬川             |           |           | 浜ノ瀬ダム     | 重力         | 63.0     | 10,300             | 1994   | 未定   | 工事中   |
| 九州農政局   | 宮崎県   | 大淀川   | 浦之名川           |           |           | 広沢ダム       | 重力         | 62.7     | 3,800              | 1974   | 1994   |          |
| 九州農政局   | 宮崎県   | 大淀川   | 木之川内川         |           |           | 木之川内ダム   | ロックフィル | 64.3     | 6,260              | 1983   | 2009   | 工事中   |
| 九州農政局   | 鹿児島県 | 肝属川   | 荒瀬川             |           |           | 荒瀬ダム       | ロックフィル | 56.3     | 2,600              | 1989   | 2012   | 工事中   |
| 九州農政局   | 鹿児島県 | 菱田川   | 月野川             | 大鳥川    |           | 輝北ダム       | 重力         | 41.9     | 8,200              | 1979   | 2005   |          |
| 九州農政局   | 鹿児島県 | 秋利神川 | 秋利神川           |           |           | 徳之島ダム     | ロックフィル | 56.3     | 8,120              | 1994   | 2011   | 工事中   |

（備考1）黄欄は工事中のダム（2008年現在）。
（備考2）赤欄は凍結中のダム

### 管理・施工移管ダム
| 所在地   | 水系     | 一次 支流 （本流） | 二次 支流    | 三次 支流      | ダム               | 型式         | 堤高 (m) | 総貯水 容量 (千m3) | 着手年 | 完成年 | 委託先 移管先  | 備考          |
| -------- | -------- | ------------------ | ------------ | -------------- | ------------------ | ------------ | -------- | ------------------ | ------ | ------ | -------------- | ------------- |
| 北海道   | 斜里川   | アタクチャ川       |              |                | 緑ダム             | ロックフィル | 73.0     | 6,400              | 1974   | 2003   | 土地改良区     |               |
| 北海道   | 鵡川     | 穂別川             |              |                | 穂別ダム           | ロックフィル | 38.9     | 10,330             | 1970   | 1984   | 土地改良区     |               |
| 北海道   | 厚真川   | 厚真川             |              |                | 厚真ダム           | ロックフィル | 38.2     | 10,080             | 1963   | 1971   | 土地改良区     |               |
| 北海道   | 石狩川   | 忠別川             |              |                | 忠別ダム           | 複合         | 86.0     | 93,000             | 1977   | 2007   | 建設省         | 多目的        |
| 北海道   | 石狩川   | 忠別川             | 美瑛川       | オヤウンナイ川 | しろがねダム       | ロックフィル | 63.5     | 6,800              | 1968   | 1990   | 土地改良区     |               |
| 北海道   | 石狩川   | 雨竜川             | 幌新太刀別川 |                | 沼田ダム           | ロックフィル | 44.9     | 32,900             | 1972   | 1989   | 土地改良区     |               |
| 北海道   | 石狩川   | 雨竜川             | 尾白利加川   |                | 尾白利加ダム       | アース       | 31.8     | 10,979             | 1953   | 1967   | 土地改良区     |               |
| 北海道   | 石狩川   | 空知川             | 赤間沢川     |                | エルムダム         | ロックフィル | 53.7     | 3,017              | 1974   | 1993   | 土地改良区     |               |
| 北海道   | 石狩川   | 夕張川             |              |                | 夕張シューパロダム | 重力         | 110.6    | 427,000            | 1990   | 2013   | 建設省         | 工事中 多目的 |
| 北海道   | 石狩川   | 当別川             |              |                | 青山ダム           | アース       | 35.5     | 15,127             | 1956   | 1963   | 土地改良区     |               |
| 北海道   | 尻別川   | ペーペナイ川       |              |                | 双葉ダム           | ロックフィル | 61.4     | 10,450             | 1966   | 1987   | 土地改良区     |               |
| 北海道   | 厚沢部川 | 鶉川               |              |                | 鶉ダム             | ロックフィル | 52.2     | 9,830              | 1969   | 1993   | 土地改良区     |               |
| 青森県   | 新井田川 | 新井田川           |              |                | 世増ダム           | 重力         | 56.0     | 38,400             | 1976   | 2003   | 青森県         | 多目的        |
| 青森県   | 岩木川   | 平川               | 虹貝川       |                | 早瀬野ダム         | ロックフィル | 56.0     | 13,500             | 1968   | 1984   | 土地改良区     |               |
| 青森県   | 岩木川   | 平川               | 浅瀬石川     | 二庄内川       | 二庄内ダム         | ロックフィル | 86.0     | 15,000             | 1979   | 1995   | 青森県         |               |
| 青森県   | 岩木川   | 浪岡川             | 王余魚沢川   |                | 浪岡ダム           | ロックフィル | 52.4     | 7,600              | 1973   | 1982   | 土地改良区     |               |
| 岩手県   | 北上川   | 丹藤川             |              |                | 岩洞ダム           | ロックフィル | 40.0     | 65,600             |        | 1960   | 岩手県         | 多目的        |
| 岩手県   | 北上川   | 豊沢川             |              |                | 豊沢ダム           | 重力         | 59.1     | 23,256             | 1949   | 1961   | 岩手県         |               |
| 宮城県   | 北上川   | 旧北上川           | 迫川         | 二迫川         | 荒砥沢ダム         | ロックフィル | 74.4     | 14,130             | 1974   | 1998   | 宮城県         | 多目的        |
| 山形県   | 最上川   | 羽黒川             | 刈安川       |                | 水窪ダム           | ロックフィル | 62.0     | 31,000             | 1971   | 1975   | 土地改良区     | 多目的        |
| 山形県   | 最上川   | 金山川             | 上台川       | 桝沢川         | 桝沢ダム           | 重力         | 60.0     | 6,751              |        | 1963   | 土地改良区     |               |
| 福島県   | 阿武隈川 | 北須川             |              |                | 千五沢ダム         | アース       | 43.0     | 13,000             |        | 1974   | 土地改良区     |               |
| 福島県   | 請戸川   | 請戸川             |              |                | 大柿ダム           | ロックフィル | 84.5     | 19,500             | 1972   | 1985   | 土地改良区     |               |
| 福島県   | 阿賀野川 | 濁川               | 押切川       |                | 日中ダム           | ロックフィル | 101.0    | 24,600             | 1970   | 1991   | 福島県         | 多目的        |
| 福島県   | 阿賀野川 | 宮川               |              |                | 新宮川ダム         | 重力         | 68.2     | 21,000             | 1978   | 2004   | 福島県         |               |
| 栃木県   | 那珂川   | 那珂川             |              |                | 深山ダム           | ロックフィル | 75.5     | 25,800             | 1968   | 1973   | 栃木県         | 多目的        |
| 新潟県   | 加治川   | 内の倉川           |              |                | 内の倉ダム         | 中空重力     | 82.5     | 24,800             | 1964   | 1972   | 新潟県         | 多目的        |
| 新潟県   | 関川     | 関川               |              |                | 笹ヶ峰ダム         | ロックフィル | 48.6     | 10,600             | 1969   | 1979   | 新潟県         | 多目的        |
| 富山県   | 小矢部川 | 小矢部川           |              |                | 刀利ダム           | アーチ       | 101.0    | 31,400             | 1960   | 1967   | 富山県         | 多目的        |
| 石川県   | 手取川   | 大日川             |              |                | 大日川ダム         | 重力         | 59.9     | 27,200             | 1952   | 1968   | 石川県         | 多目的        |
| 福井県   | 九頭竜川 | 日野川             | 桝谷川       |                | 桝谷ダム           | ロックフィル | 100.4    | 24,200             | 1981   | 2005   | 福井県         | 多目的        |
| 愛知県   | 豊川     | 宇連川             |              |                | 宇連ダム           | 重力         | 69.0     | 29,110             | 1949   | 1958   | 愛知用水公団   | 多目的        |
| 愛知県   | 豊川     | 宇連川             | 大島川       |                | 大島ダム           | 重力         | 69.4     | 12,300             | 1980   | 2001   | 水資源機構     | 多目的        |
| 愛知県   | 矢作川   | 巴川               |              |                | 羽布ダム           | 重力         | 62.5     | 19,363             | 1952   | 1962   | 愛知県         |               |
| 三重県   | 安濃川   | 安濃川             |              |                | 安濃ダム           | 重力         | 73.0     | 10,500             | 1972   | 1990   | 三重県         |               |
| 滋賀県   | 淀川     | 愛知川             |              |                | 永源寺ダム         | 複合         | 68.0     | 22,741             | 1952   | 1972   | 滋賀県         | 多目的        |
| 滋賀県   | 淀川     | 日野川             |              |                | 蔵王ダム           | ロックフィル | 56.0     | 4,600              | 1972   | 1991   | 土地改良区     |               |
| 鳥取県   | 日野川   | 俣野川             |              |                | 下蚊屋ダム         | ロックフィル | 55.5     | 4,950              | 1970   | 2001   | 土地改良区     |               |
| 島根県   | 斐伊川   | 室原川             | 坂根川       |                | 坂根ダム           | 重力         | 50.6     | 903                | 1974   | 1991   | 土地改良区     |               |
| 岡山県   | 高梁川   | 小阪部川           |              |                | 小阪部川ダム       | 重力         | 67.2     | 15,625             | 1940   | 1955   | 土地改良区     | 多目的        |
| 広島県   | 芦田川   | 芦田川             |              |                | 三川ダム           | 重力         | 53.0     | 12,698             | 1949   | 1960   | 広島県         | 多目的        |
| 高知県   | 仁淀川   | 割石川             |              |                | 面河ダム           | 重力         | 73.5     | 28,300             | 1957   | 1965   | 土地改良区     | 多目的        |
| 福岡県   | 筑後川   | 隈上川             |              |                | 合所ダム           | ロックフィル | 60.7     | 7,660              | 1972   | 1990   | 福岡県         | 多目的        |
| 福岡県   | 筑後川   | 小石原川           |              |                | 江川ダム           | 重力         | 79.2     | 25,326             | 1967   | 1972   | 水資源開発公団 | 多目的        |
| 佐賀県   | 嘉瀬川   | 嘉瀬川             |              |                | 北山ダム           | 重力         | 59.3     | 22,300             | 1950   | 1956   | 土地改良区     | 多目的        |
| 鹿児島県 | 肝属川   | 串良川             |              |                | 高隈ダム           | 重力         | 47.0     | 13,900             | 1959   | 1967   | 土地改良区     |               |
| 沖縄県   | 宮良川   | 底原川             |              |                | 底原ダム           | ロックフィル | 29.5     | 13,000             | 1982   | 1992   | 土地改良区     |               |

（備考1）掲載基準は高さ50.0メートル以上、または総貯水容量が1,000万立方メートル以上のダムである。
（備考2）黄色欄は工事中のダム（2008年現在）。